# Центральний критий ринок
Центральний критий (Сінний) ринок — колишній торговельний комплекс у Києві, був знесений у 2005.
Будівля була зведена у 1949-1958 архітекторами Семеном Фрідліном та Б. Я. Кучером. Площа торгового залу становила 9 000 м²; він був розрахований на 1 200 торговельних місць. По периметру другого поверху — балкон, до якого вели сходи на торцях торгового залу. Ажурна конструкція склепистого покриття — зі склоблоків. Ринок розташовувався за адресою: вул. Воровського (нині Бульварно-Кудрявська), 17.

## Назва
До побудови приміщення «сінним ринком» в Києві містяни називали місце, що нині називається Львівська площа. Саме тут селяни з навколишніх сіл продавали привезений фураж, у тому числі сіно для відгодівлі худоби.

## Історія
Необхідність побудови критого колгоспного Сінного ринку була пов'язана із побудовою на місці колишнього Єврейського базару (Євбазу чи Євбазару) комплексу Галицької площі. Щоб нейтралізувати невдоволення містян, позбавлених централізованого місця, де можливо купити продукцію сільськогосподарського і промислового виробництва, відсутню в тодішніх державних магазинах, створено найбільший в УРСР критий ринок. Ринок отримав назву Центральний колгоспний ринок, проте киянами він одразу іменувався Сінним, по аналогії із Сінним ринком на території Львівської площі (об'єкти розміщені на одній вулиці, за радянських часів - Воровського, якій  2014 року повернули історичну назву Бульварно-Кудрявська).
Відкриття нового Колгоспного ринку відбулося в 1958 році. На першому поверсі нового ринку розташовувалися переважно торгові точки із продуктами харчування, на просторому балконі продавалися промислові товари, знаходилися майстерні з ремонту одягу, взуття, дрібної побутової техніки, галантереї. На території та на сходах, що вели від ринку до перехрестя вул. О. Гончара  та М. Коцюбинського, був облаштований «блошиний ринок».
В радянські часи ринок вважався об'єктом архітектурної спадщини міста Києва.
У 2004 році ринок передано в приватну власність. До 2005 року тривали скандали відносно його знесення. В 2005 році об'єкт визнаний аварійним, не зважаючи на протести громадських організацій, ринок було демонтовано. Оскільки в історичному центрі міста вибухові роботи проводити небезпечно, до кінця демонтаж так і не проведений. За півтора десятки років місце перетворилося на пустир, поряд з яким зводиться багатоповерховий житловий комплекс. Згодом на місці Сінного побудували житлові будинки.

## Теперішній вигляд

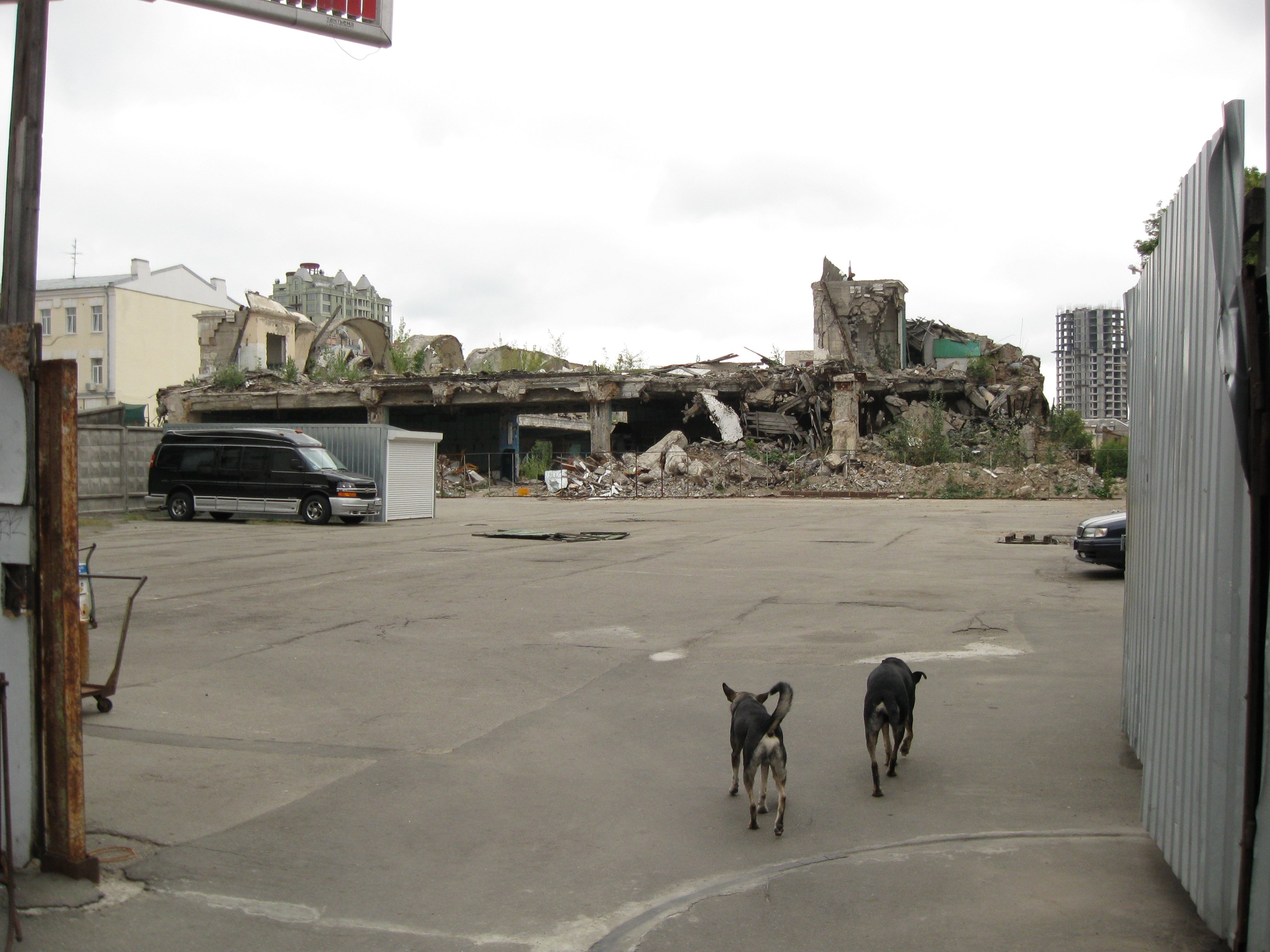
Вигляд з Бульварно-Кудрявської вул.
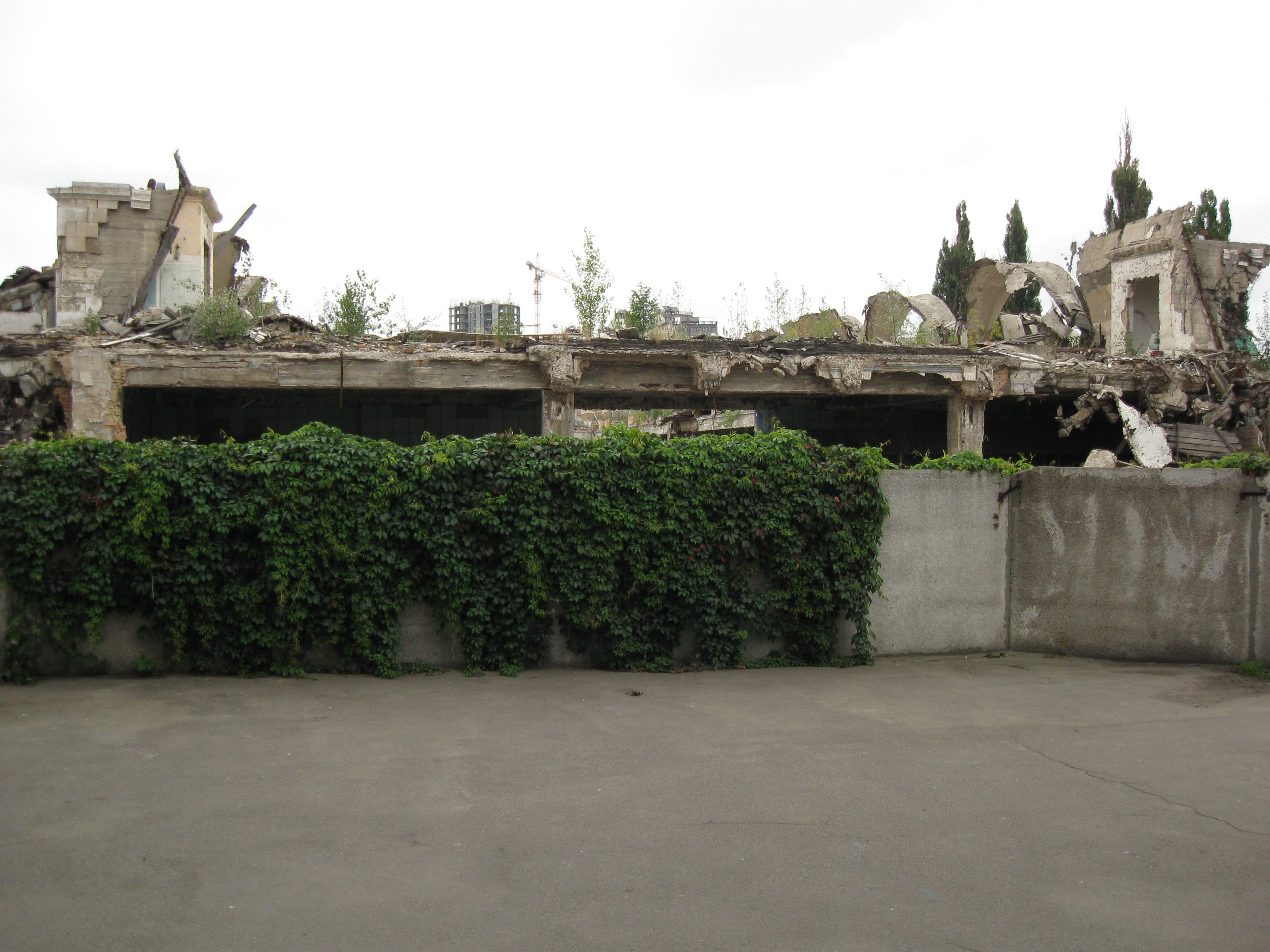
Вигляд з сусіднього двору
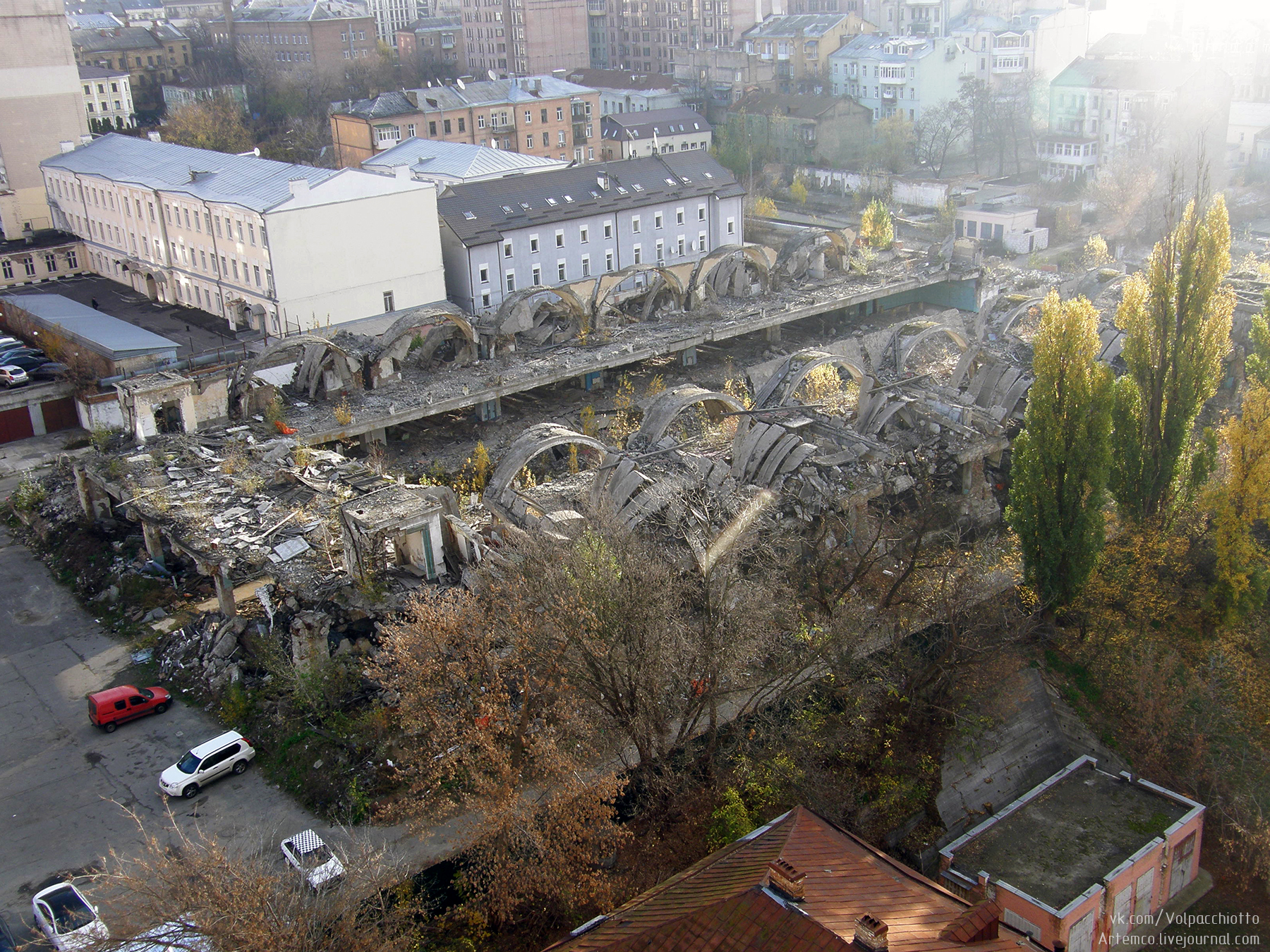
руїни